# KCDSA
KCDSA (Корейський алгоритм цифрового підпису на основі сертифіката) — це алгоритм цифрового підпису, створений групою під керівництвом Корейського агентства безпеки та Інтернет (KISA). Це варіант ElGamal, аналогічний Алгоритму цифрового підпису та ГОСТ Р 34.10-94. Стандартний алгоритм реалізовано над {\displaystyle GF(p)}, але також вказано варіант на еліптичних кривих (EC-KCDSA).
Для KCDSA потрібна колізійно стійка криптографічна хеш-функція, яка може створювати вихідні дані змінного розміру (від 128 до 256 біт із кроком 32 біт). HAS-160, інший корейський стандарт, є запропонованим вибором.

## Параметри
- {\displaystyle p} : велике просте таке, що {\displaystyle |p|=512+256i} для {\displaystyle i=0,1,\dots ,6} .
- {\displaystyle q} : основний множник {\displaystyle p-1} такий, що {\displaystyle |q|=128+32j} для {\displaystyle j=0,1,\dots ,4} .
- {\displaystyle g} : базовий елемент порядку {\displaystyle q} в {\displaystyle \operatorname {GF} (p)} .

## Параметри користувача
- {\displaystyle x} : особистий ключ підпису підписувача такий, що {\displaystyle 0<x<q} .
- {\displaystyle y} : відкритий ключ перевірки підписувача, обчислений {\displaystyle y=g^{\bar {x}}{\pmod {p}},} де {\displaystyle {\bar {x}}=x^{-1}{\pmod {q}}} .
- {\displaystyle z} : хеш-значення даних сертифіката, тобто {\displaystyle z=h({\text{Cert Data}})} .

У специфікації 1998 року неясно, який саме формат «Даних сертифіката». У переглянутій специфікації z визначається як B нижніх бітів відкритого ключа y, де B — розмір блоку хеш-функції в бітах (зазвичай 512 або 1024). Ефект полягає в тому, що перший вхідний блок відповідає y mod 2B.
- {\displaystyle z} : молодші B бітів y.

## Хеш-функція
- {\displaystyle h} : колізійно стійка хеш-функція з |q|-бітовими дайджестами.

## Підписання
- Підписувач навмання вибирає ціле число {\displaystyle 0<k<q} і обчислює {\displaystyle w=g^{k}\mod {p}}
- Потім обчислює першу частину: {\displaystyle r=h(w)}
- Потім обчислює другу частину: {\displaystyle s=x(k-r\oplus h(z\parallel m)){\pmod {q}}}
- Якщо {\displaystyle s=0}, процес потрібно повторити спочатку.
- Підписом є кортеж {\displaystyle (r,s)}

## Перевірка
- Верифікатор перевіряє це {\displaystyle 0\leq r<2^{|q|}} і {\displaystyle 0<s<q} і відхиляє підпис як недійсний, якщо ні.
- Верифікатор обчислює {\displaystyle e=r\oplus h(z\parallel m)}
- Потім він перевіряє, чи {\displaystyle r=h(y^{s}\cdot g^{e}\mod {p})}